# 2009-es japán parlamenti választások

Pártpreferenciák 2005-től:
Liberális Demokrata Párt
Demokrata Párt
Kómeitó Párt
Japán Kommunista Párt
Szociáldemokrata Párt
Más párt
Nem szavazna

A 2009-es japán parlamenti választásokat augusztus 30-án tartották. A japán választópolgárok a Japán Országgyűlés Képviselőház mind a 480 tagjáról szavaztak.
A választásokon az ellenzéki Demokrata Párt (DPJ) elsöprő győzelmet aratott a Liberális Demokrata Párt (LDP) és az Új Kómeitó Párt kormánykoalíciója felett. Az LDP több mint fél évszazadig – 1993 és 1994 között mindössze egy tizenegy hónapos megszakítással – vezette a szigetországot. A szavazóhelyiségek helyi idő szerint reggel hét és este nyolc óra között tartottak nyitva. 
Az utolsó parlamenti választásokat Japánban 2005-ben tartották, amelyet a népszerű Koidzumi Dzsunicsiró vezette LDP óriási fölénnyel nyert meg. Azóta japánnak három miniszterelnöke is volt, akiket nem a polgárok, hanem a parlament választott: Abe Sindzó, Fukuda Jaszuo és Aszó Taró.

## Eredmény
| Párt | Párt                          | Mandátumok                  | Mandátumok         | Mandátumok  | Szavazatok a területi listákra | Parlamenti szerep |
| Párt | Párt                          | Egyéni választókerületekből | Területi listákról | Összesen    | Szavazatok a területi listákra | Parlamenti szerep |
| ---- | ----------------------------- | --------------------------- | ------------------ | ----------- | ------------------------------ | ----------------- |
|      | Demokrata Párt                | 221                         | 87                 | 308 (64,2%) | 29 784 743 (42,4%)             | kormánypárt       |
|      | Liberális Demokrata Párt      | 64                          | 55                 | 119 (24,8%) | 18 782 218 (26,7%)             | ellenzék          |
|      | Új Kómeitó Párt               | 0                           | 21                 | 21 (4,4%)   | 8 045 723 (11,5%)              | ellenzék          |
|      | Japán Kommunista Párt         | 0                           | 9                  | 9 (1,9%)    | 4 936 753 (7,0%)               | ellenzék          |
|      | Szociáldemokrata Párt         | 3                           | 4                  | 7 (1,5%)    | 2 999 040 (4,3%)               | kormánypárt       |
|      | Az Ön Pártja                  | 2                           | 3                  | 5 (1%)      | 2 994 475 (4,3%)               | ellenzék          |
|      | Új Néppárt                    | 3                           | 0                  | 3 (0,6%)    | 1 218 020 (1,7%)               | kormánypárt       |
|      | Más pártok Független jelöltek | 7                           | 1                  | 8 (1,6%)    | 1 484 000 (2,1%)               | ellenzék          |